# Herrenhaus Damshagen

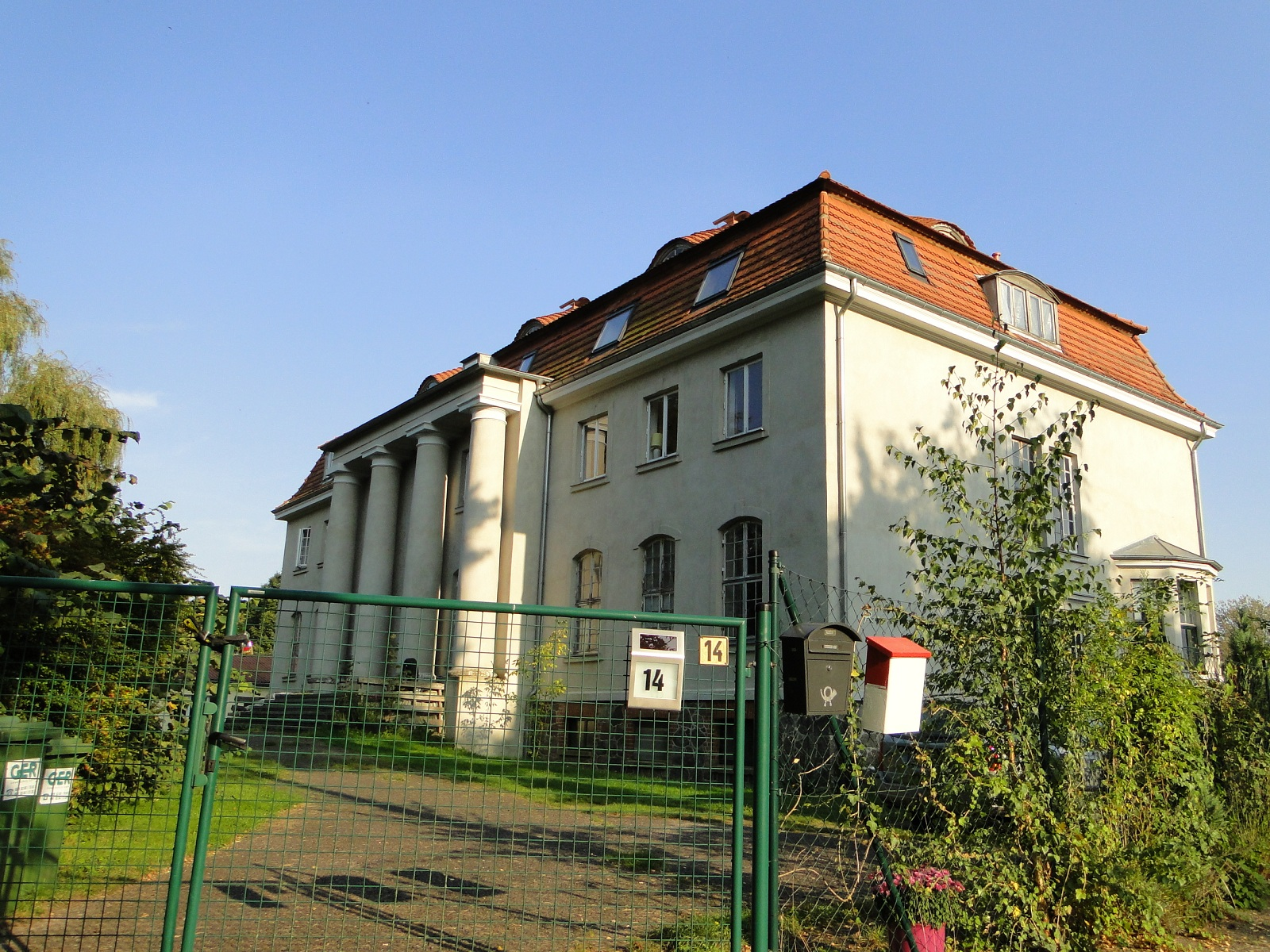
Herrenhaus Damshagen, 2011

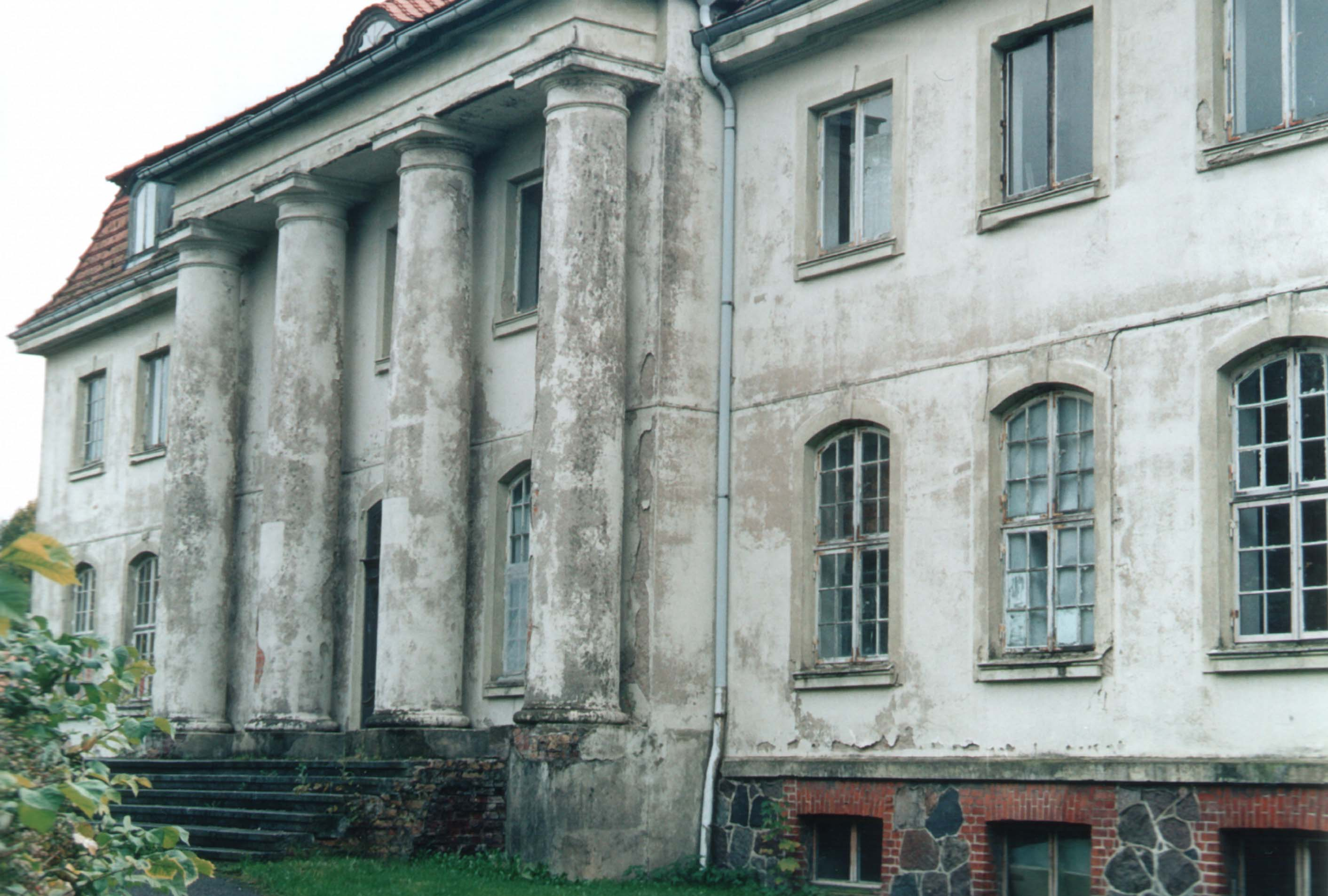
Herrenhaus Damshagen, 2003

Das Herrenhaus Damshagen in der gleichnamigen Gemeinde Damshagen im Landkreis Nordwestmecklenburg in Mecklenburg-Vorpommern ist ein im neoklassizistischen Stil errichtetes zweigeschossiges Herrenhaus aus dem frühen 20. Jahrhundert.

## Geschichte

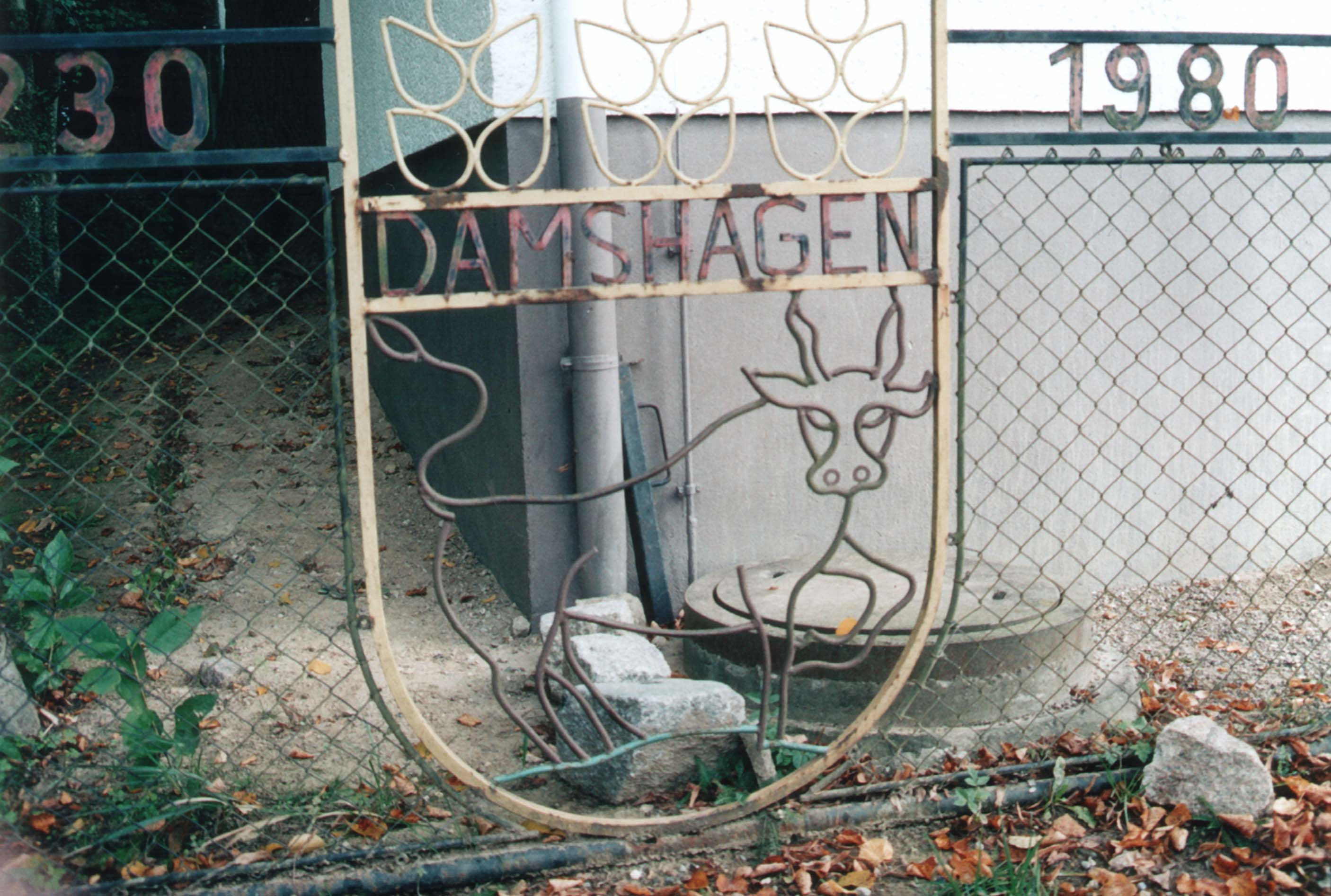
Historisches Gemeindewappen von Damshagen (1230–1980) mit dem Plessen-Stier vor dem Gutshaus, 2003

Das ehemalige Rittergut Damshagen gehörte neben Arpshagen im Klützer Winkel, mit der dort befindlichen Plessenburg, zu den Stammgütern der mecklenburgischen Linie der Ritter von Plessen. Damshagen war von 1336 bis 1945 Eigentum dieser uradeligen Familie. Die in Damshagen befindlichen Burg- und Wehrbefestigungen wurden im Mittelalter geschleift und an der Stelle der vormaligen Burganlage wurde ein Herrenhaus in Fachwerkbauweise errichtet. Zuerst Erwähnung findet der Ritter Helmod von Plessen, später Vogt zu Dassow und Gutsherr, u. a. auf Damshagen. Zu den Eigentümern des damaligen Gutes Damshagen gehörten des Weiteren der Mecklenburger Oberkammerherr Hans Adolf von Plessen und nachfolgend dessen Sohn August, der ebenfalls Kammerherr wurde. Das historische, vermutlich im 17. Jahrhundert erbaute alte Fachwerk-Herrenhaus mit Krüppelwalmdach und Fledermausgauben wurde im Jahr 1914 vollständig abgetragen, nachdem die Familie von Plessen 1913–1914 südlich vom Wirtschaftshof das heutige neue Herrenhaus hatte erbauen lassen. 1928 betrug der Grundbesitz des Hans von Plessen 755 ha. Hinzu kam das damals an Carl Warnemünde verpachtete Nebengut Nedderhagen mit 136 ha. Letzter Eigentümer wurde Hans-Balduin von Plessen, geboren 1907 in Damshagen, verheiratet mit Marie-Agnes Gräfin zu Solms-Baruth.
Nach der Enteignung und Vertreibung der Familie von Plessen im Zuge der Bodenreform in Deutschland diente das Gutshaus zunächst als Flüchtlingsunterkunft; später wurde es als Gaststätte, Kultur- und Wohnhaus genutzt. Das inzwischen unter Denkmalschutz stehende Herrenhaus Damshagen wurde in jüngerer Zeit saniert.